# Hey! Let's Party
Hey! Let's Party è un album di Mongo Santamaría, pubblicato dalla Columbia Records nel 1966.

## Tracce
Lato A
1. Walk on By – 2:58 (Hal David, Burt Bacharach)
2. I Got You (I Feel Good) – 2:49 (James Brown)
3. In the Mood – 3:24 (Joe Garland)
4. Baila Dance – 3:58 (Rodger Grant)
5. Louie, Louie – 2:16 (Chuck Berry)

Lato B
1. (I Can't Get No) Satisfaction – 3:45 (Mick Jagger, Keith Richard)
2. Hey! – 2:50 (Robert Mersey)
3. Call Me – 2:45 (Tony Hatch)
4. El Bikini – 2:27 (Robert Mersey)
5. Shotgun – 3:27 (Autry DeWalt)

## Musicisti
- Mongo Santamaría - congas
- Bobby Capers - sassofono alto, sassofono baritono, flauto
- Hubert Laws - sassofono
- Marty Sheller - tromba
- Rodgers Grant - pianoforte
- Victor Venegas - basso
- Carmelo Garcia - timbales, batteria
- Marty Sheller - arrangiamenti (brani: A1, A4 & B3)
- Robert Mersey - arrangiamenti (brani: A2, A3, A5, B1, B2, B4 & B5)